# Biserica romano-catolică din Florești

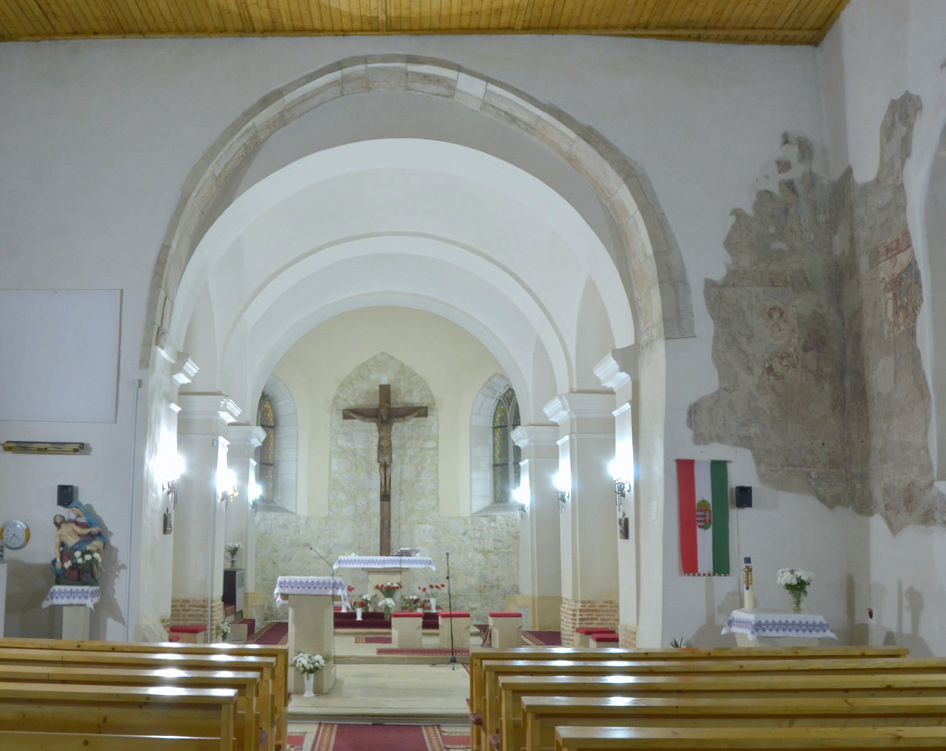
Nava spre altar

Biserica romano-catolică din Florești, cu hramul de Sărbătoarea Tuturor Sfinților, este un monument istoric aflat pe teritoriul satului Florești; comuna Florești.

## Localitatea
Florești, până în 1924 Feneșu Săsesc, colocvial Feneș sau Feniș (în maghiară Fenes, Szászfenes, în germană Sächsisch Fenesch, Fenesch, Fenisch, Deutsch-Branndorf), este satul de reședință al comunei cu același nume din județul Cluj, Transilvania, România. Prima menționare documentară a satului Florești este din anul 1297, sub numele de Zaazfenes.

## Biserica
Este un monument din secolul al XIV-lea, edificiu construit în stil gotic târziu. Valorii arhitecturale i se adaugă existența unor fresce ce datează din secolul al XV-lea.

## Imagini

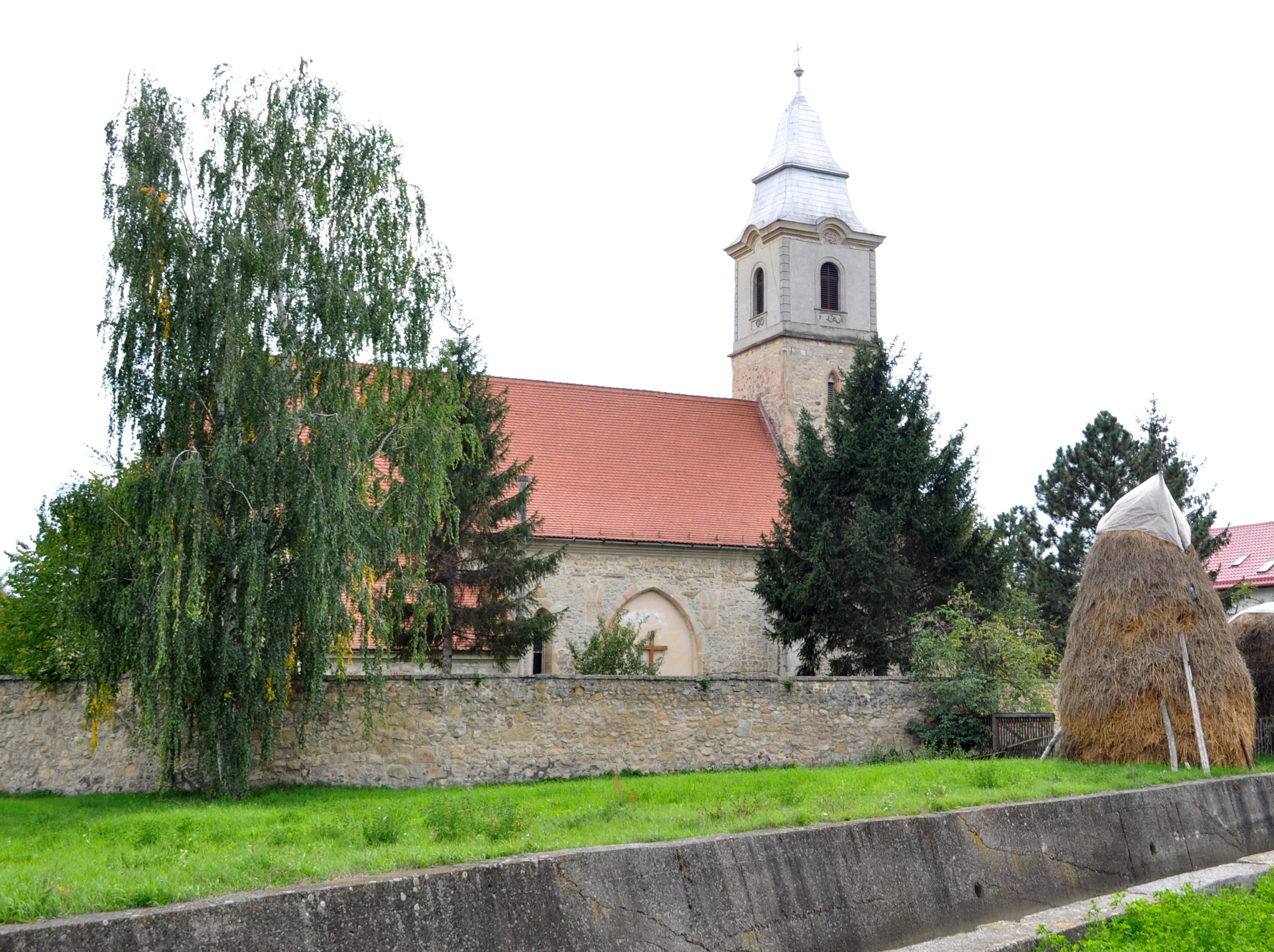
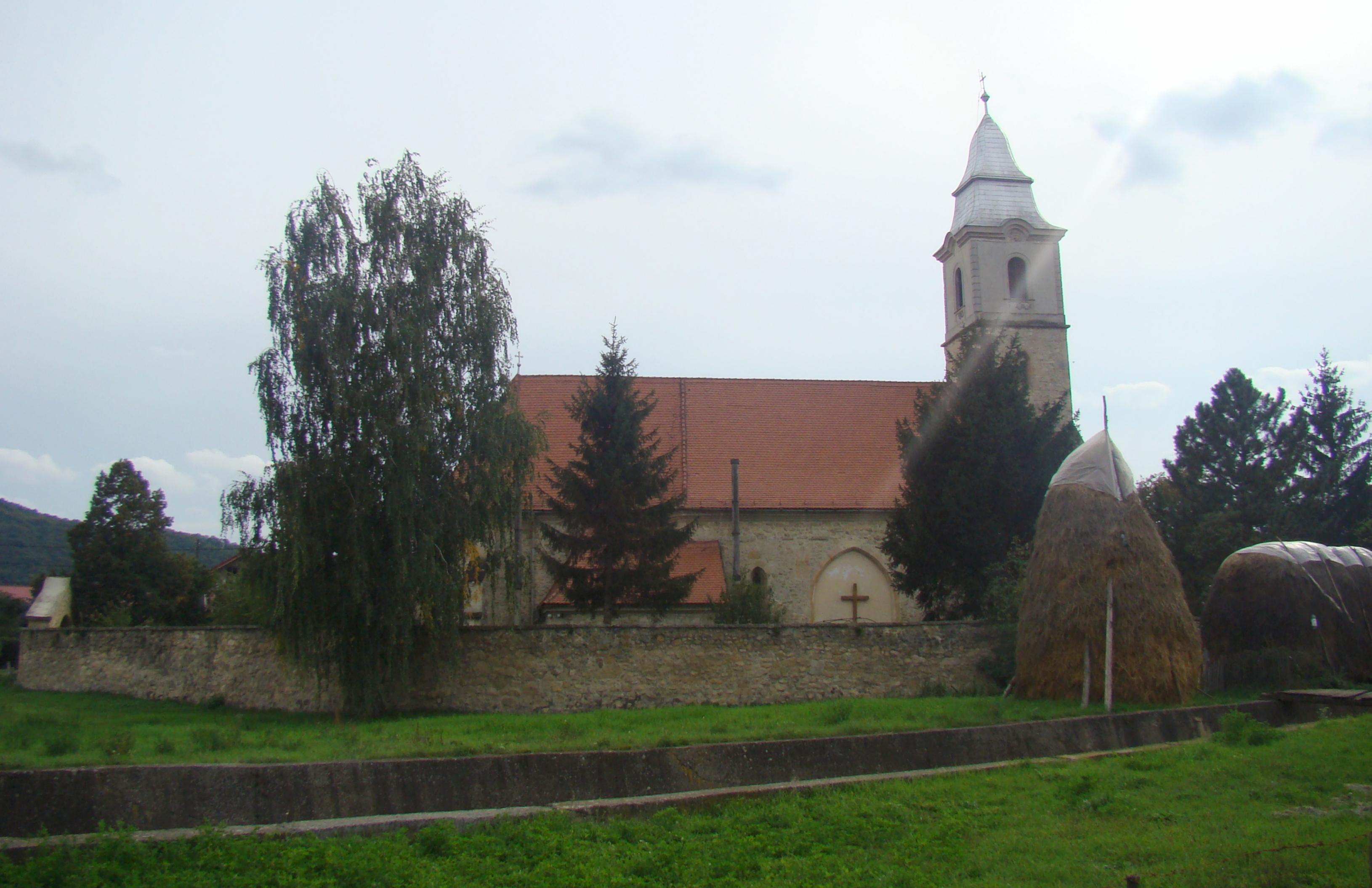
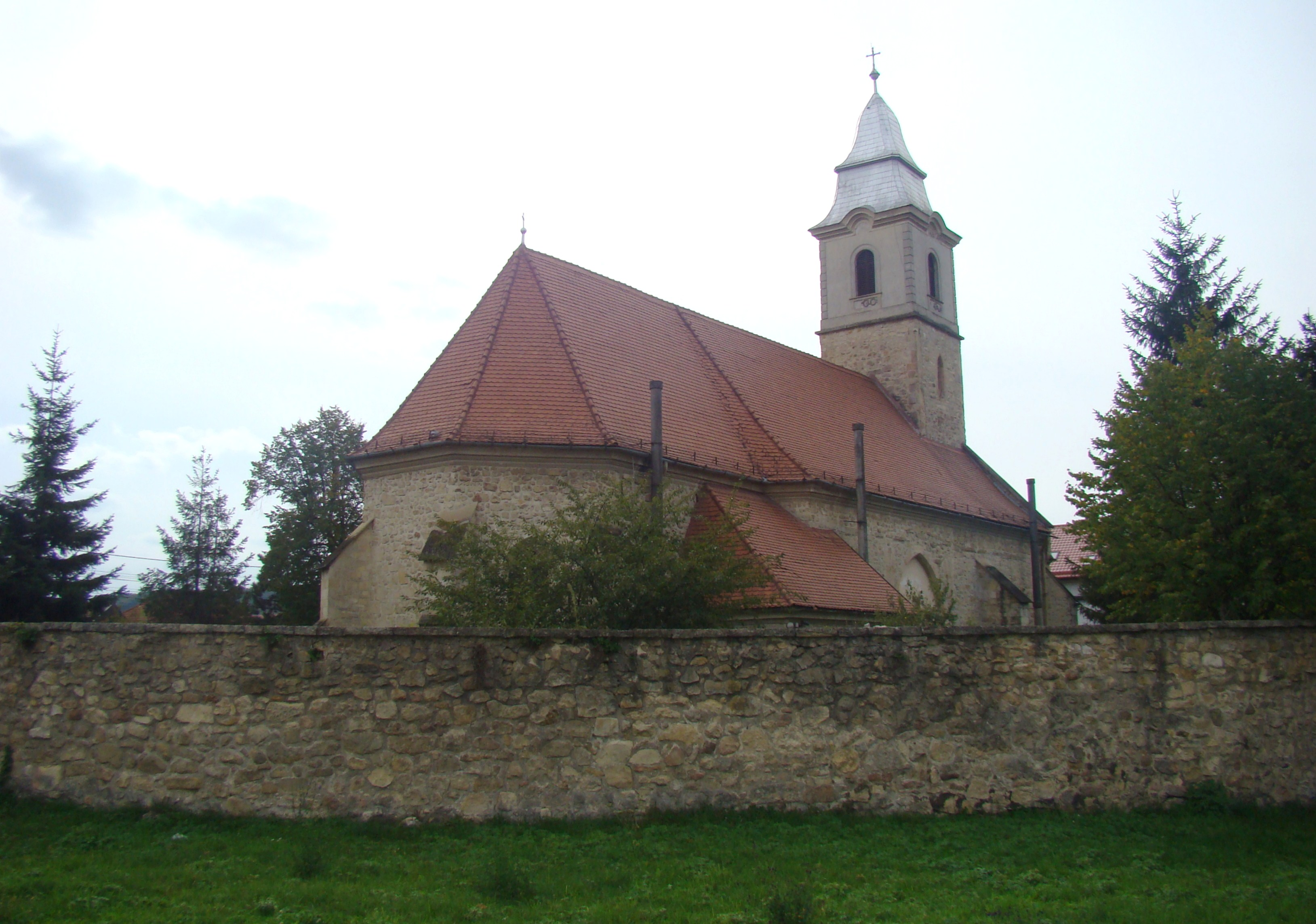
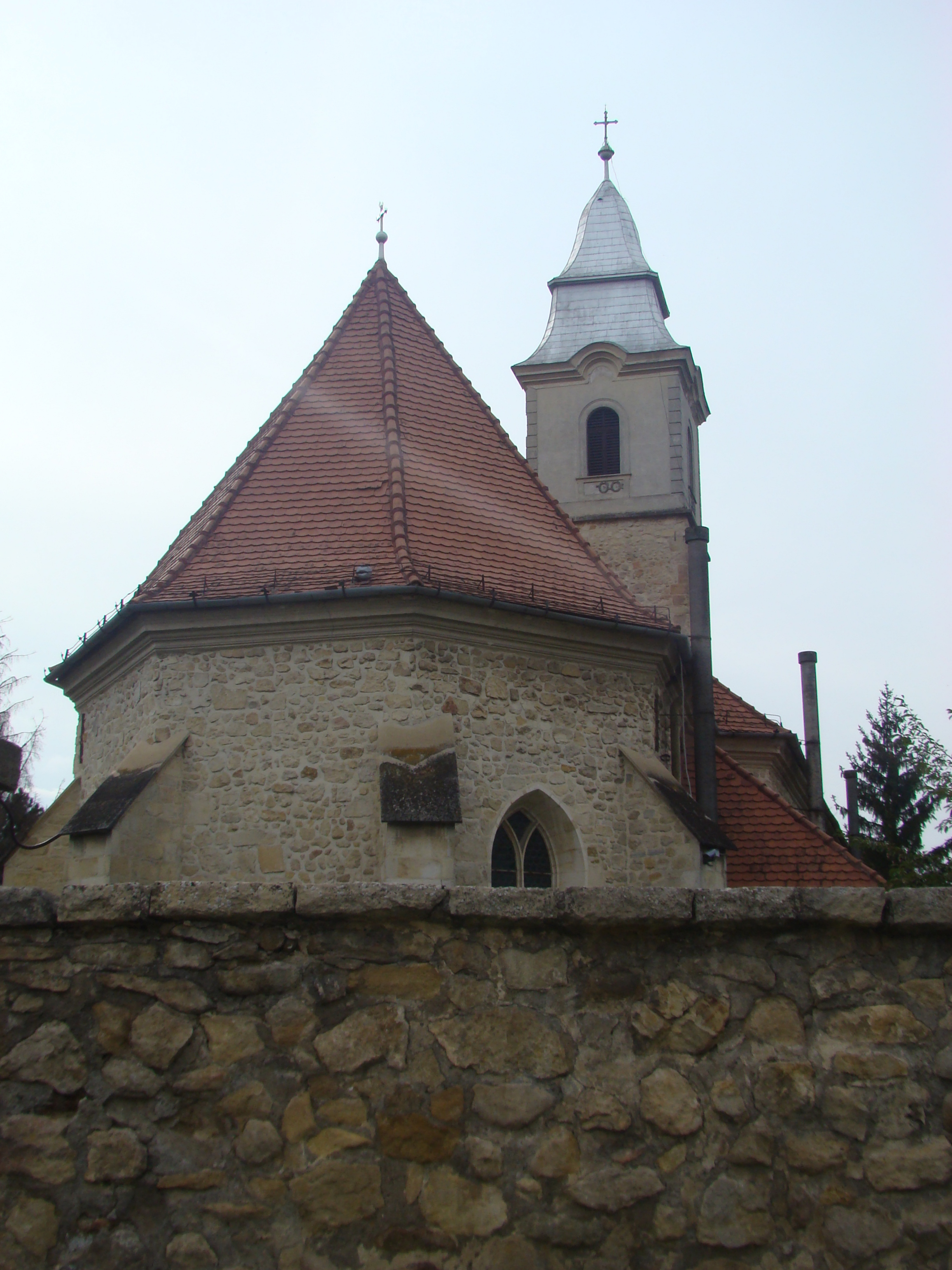
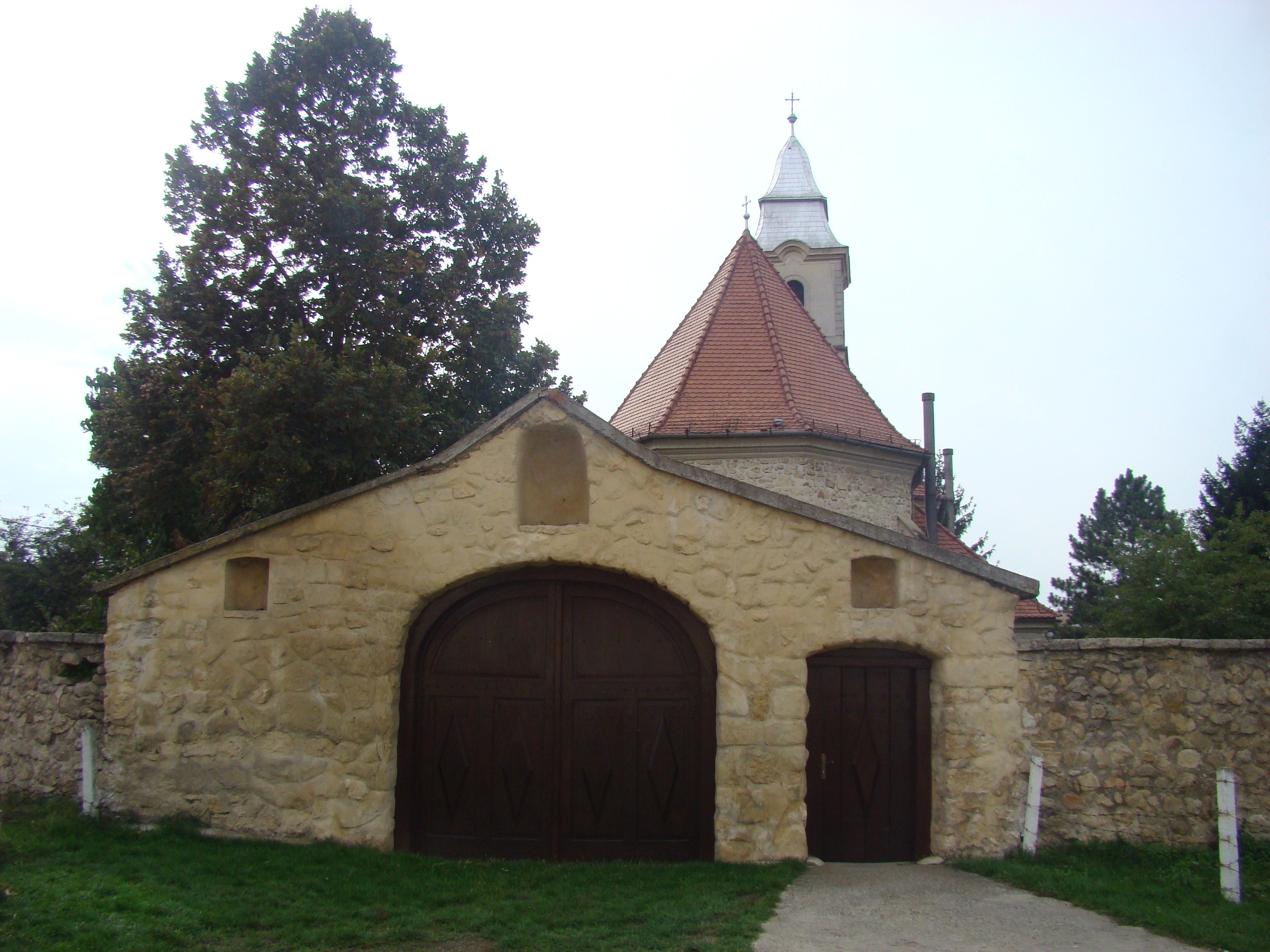
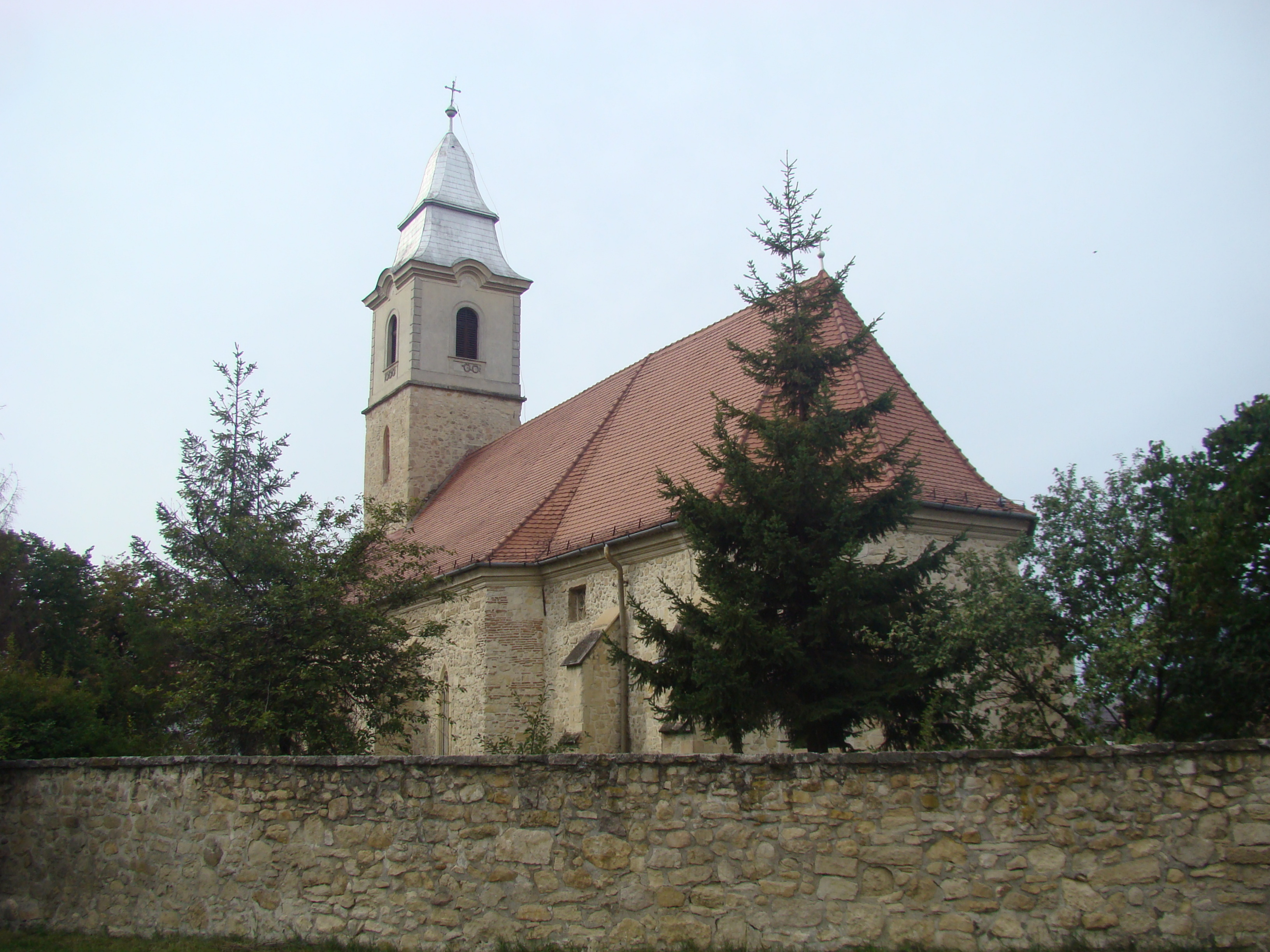
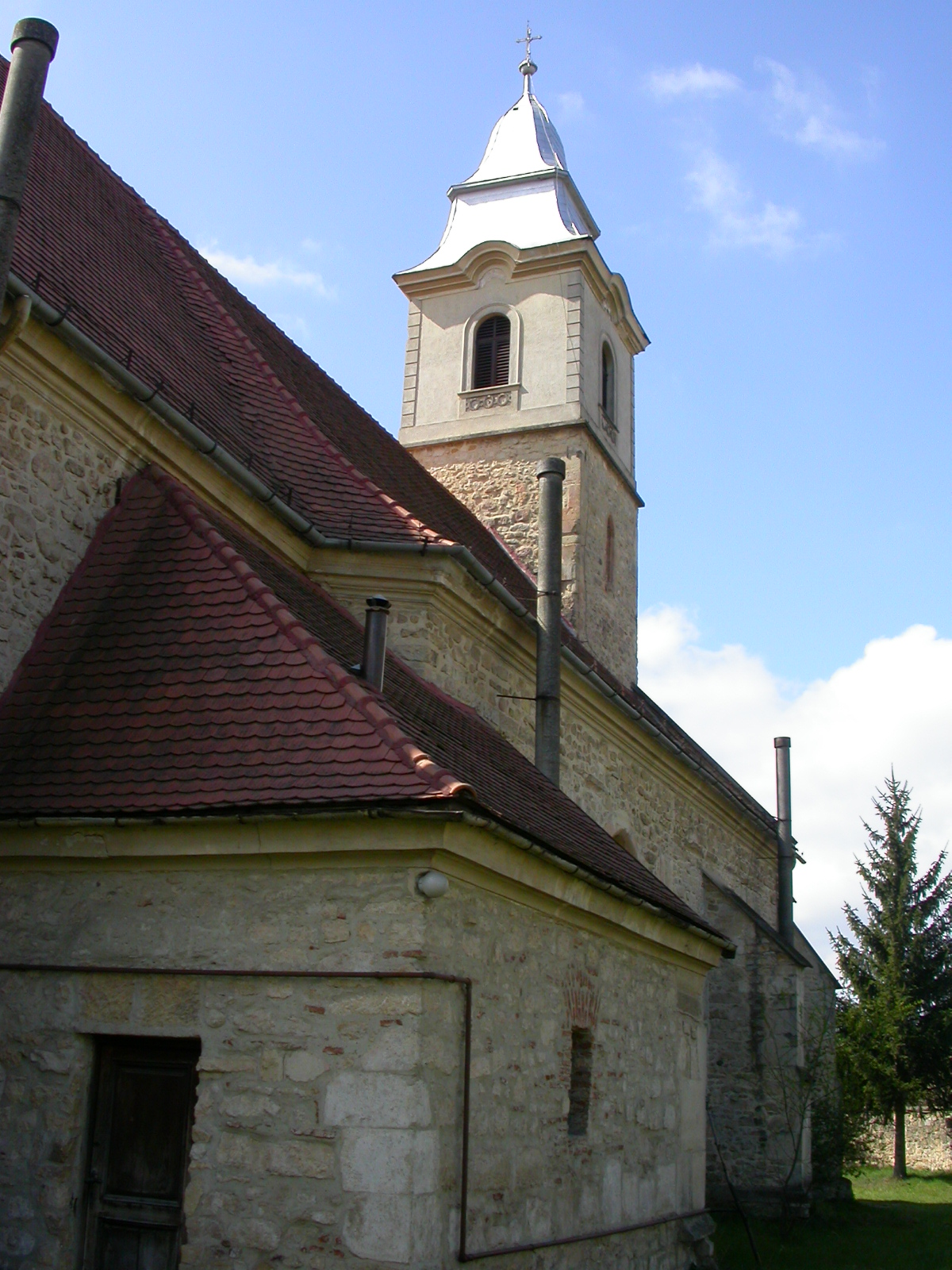
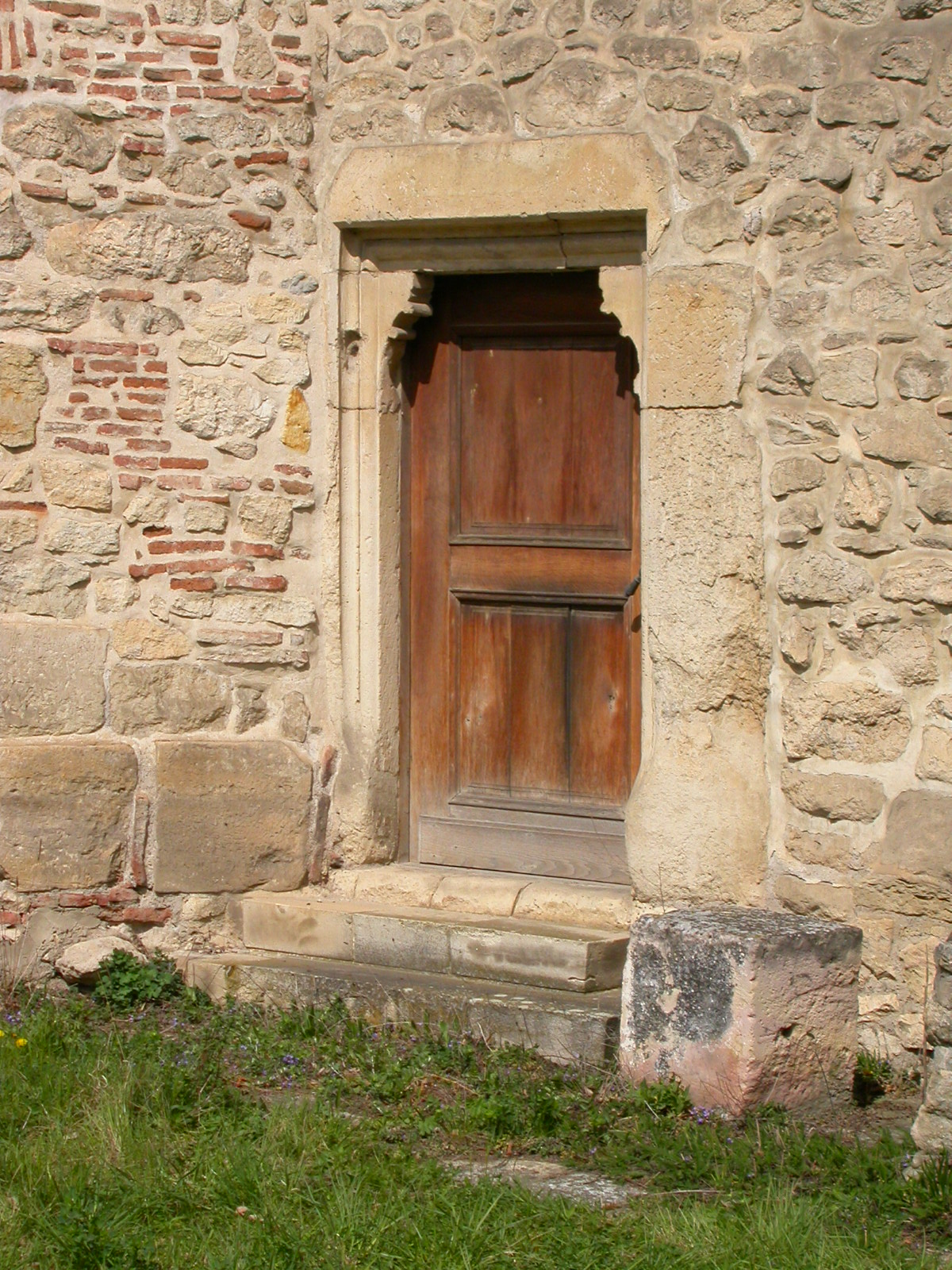
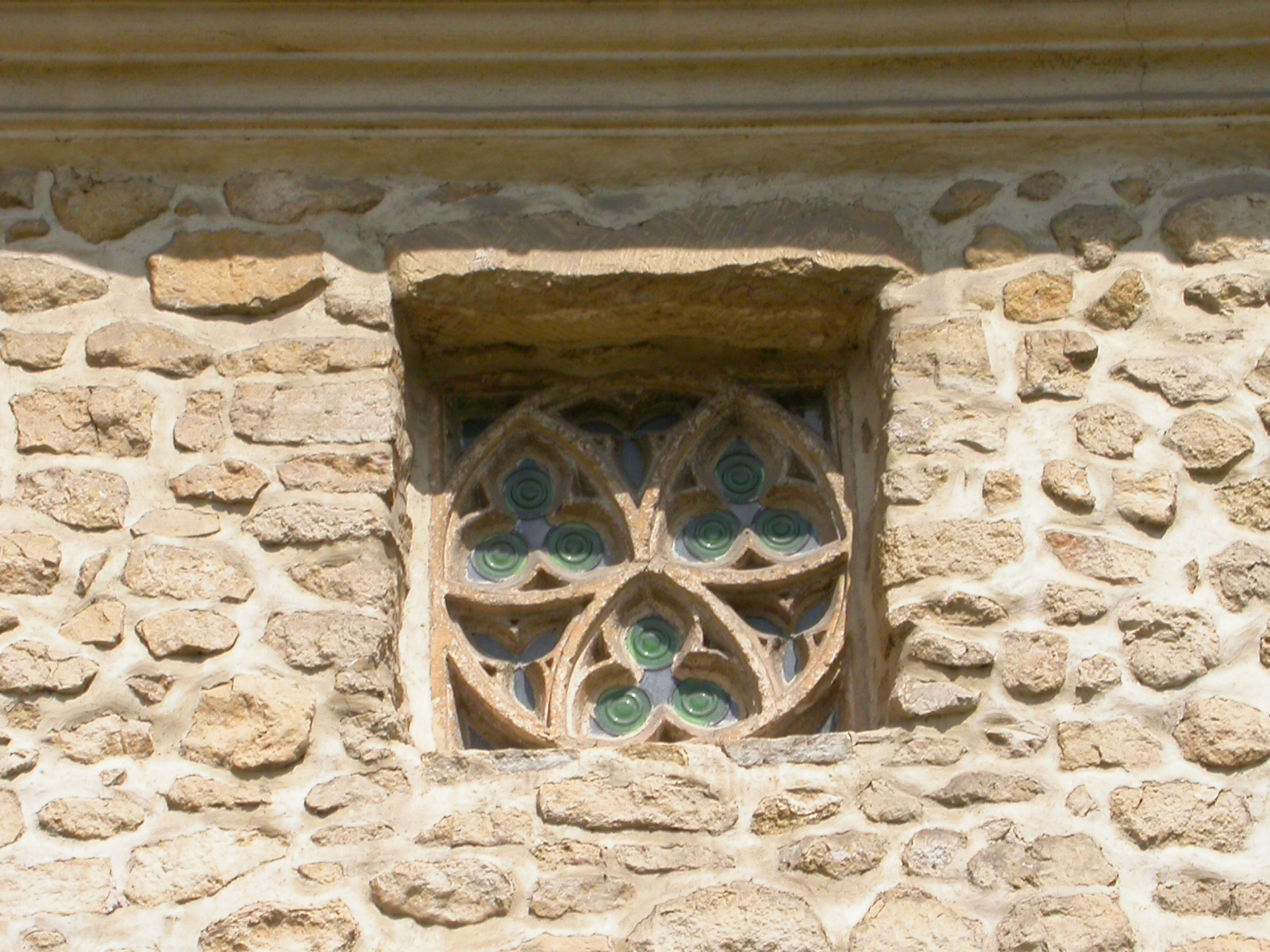
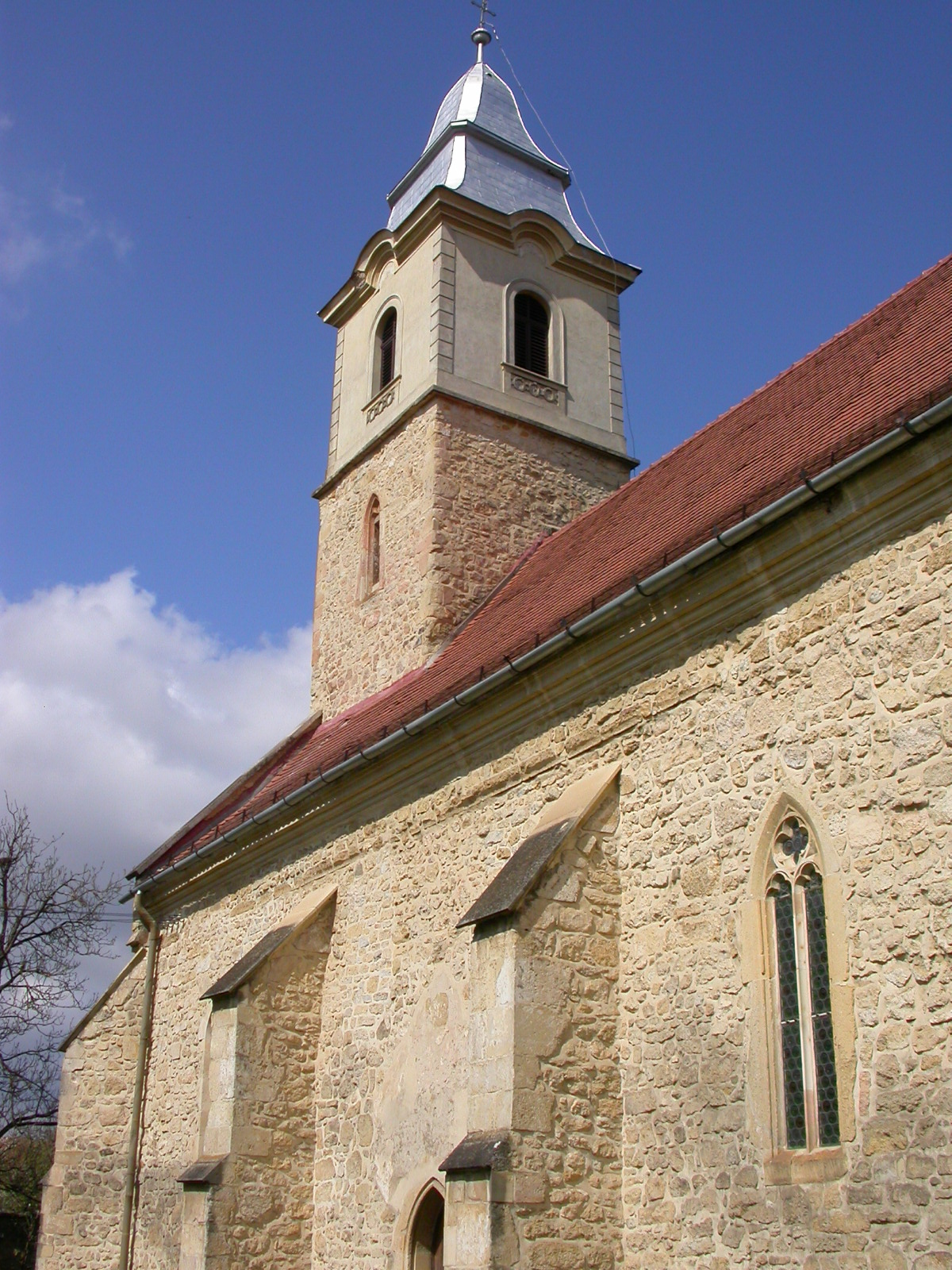
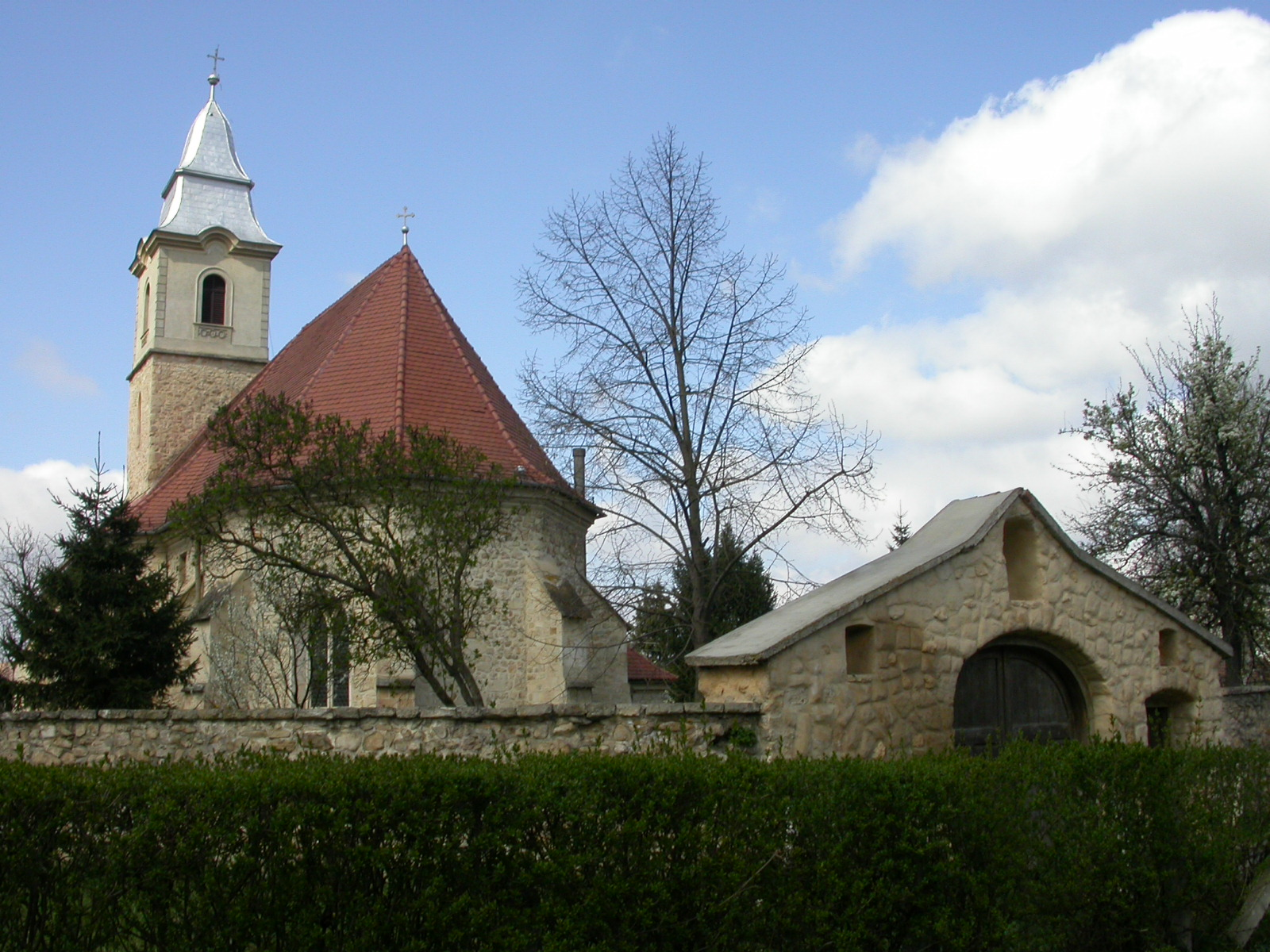
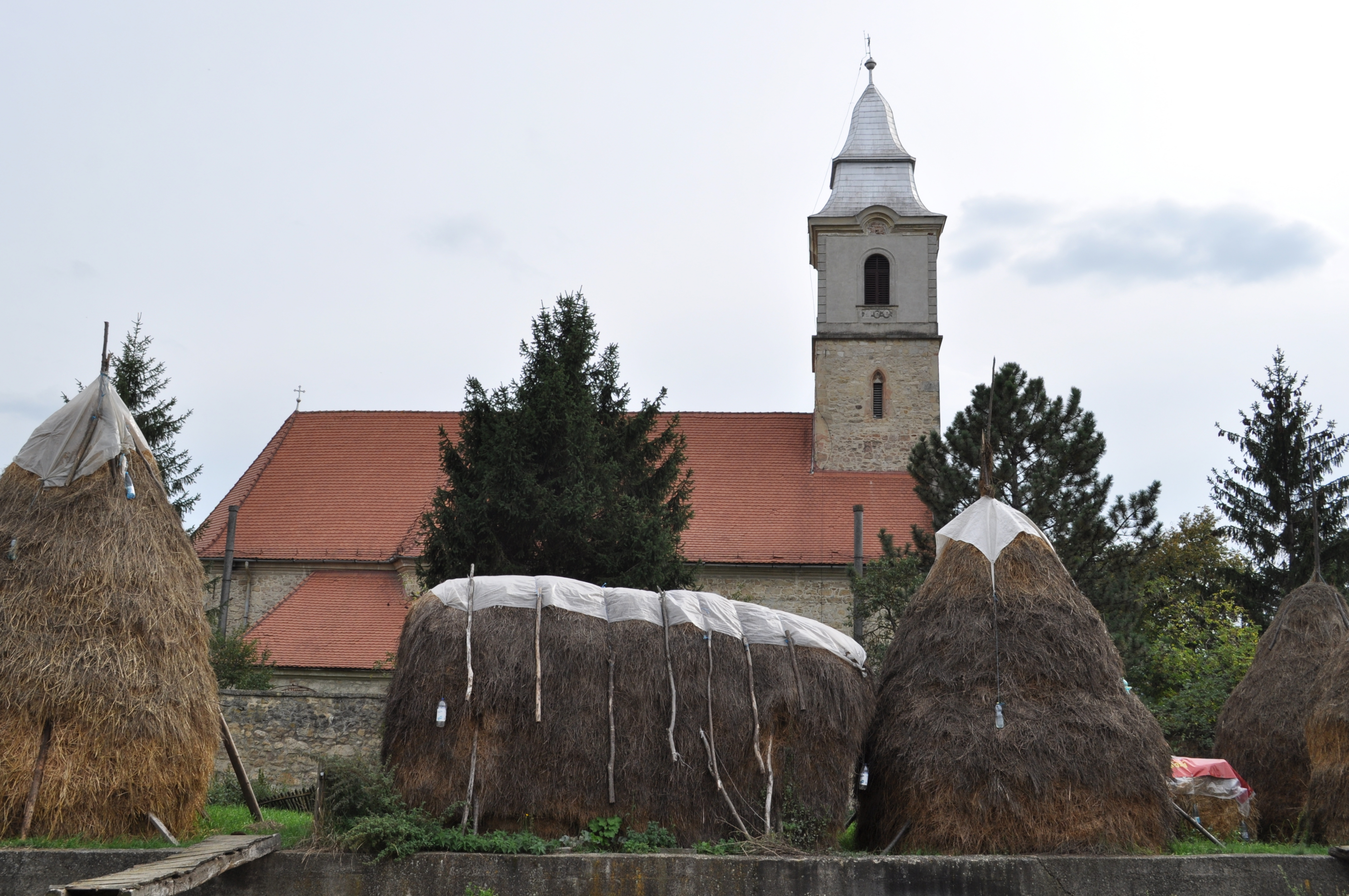
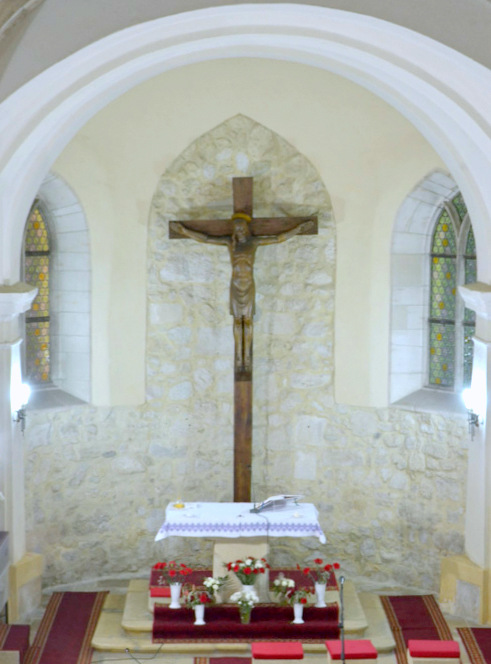
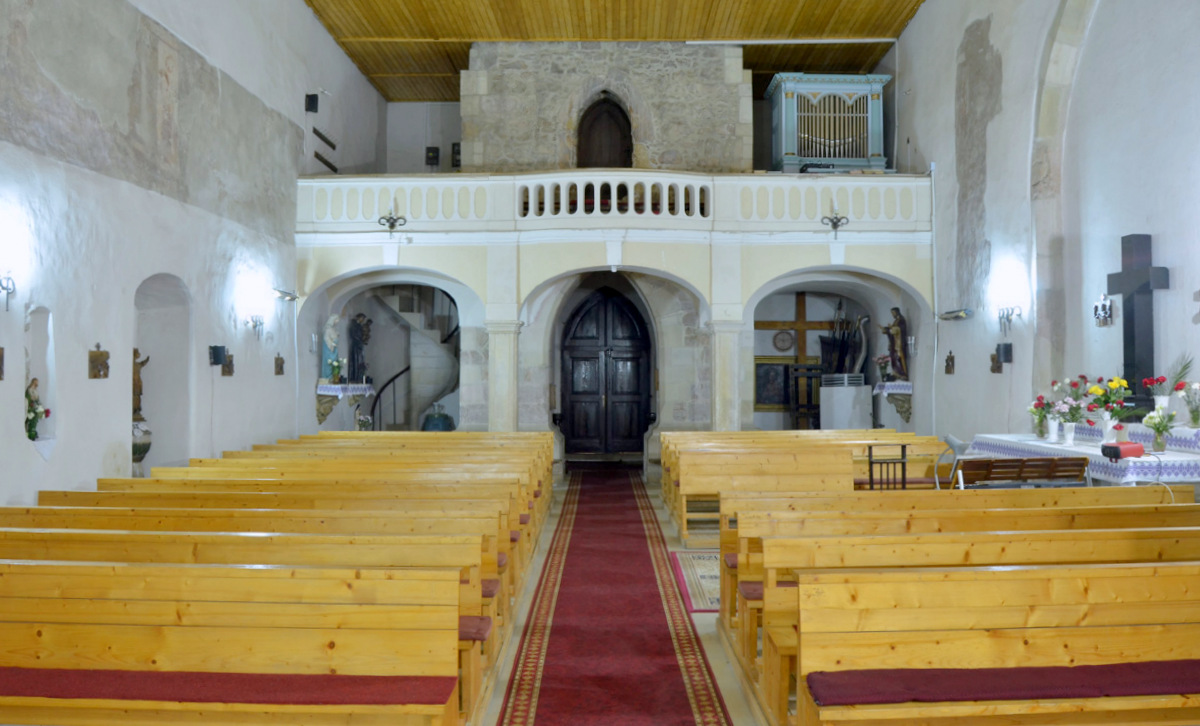
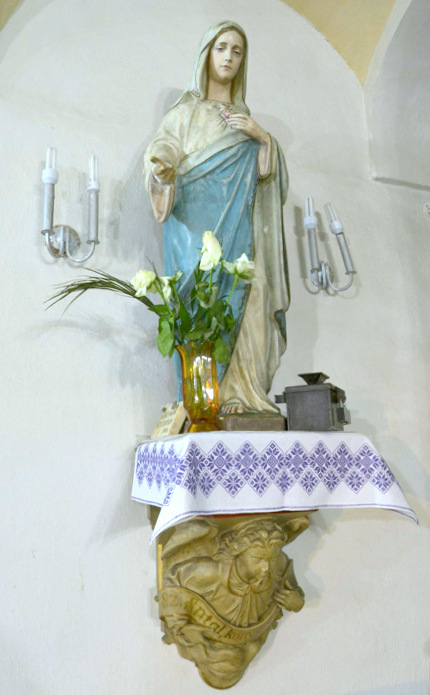
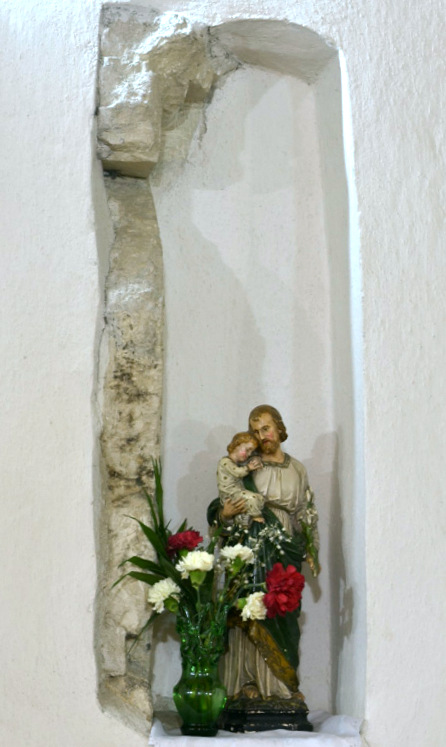

## Vezi și
- Florești, Cluj